# Moschelita
La moschelita és un mineral de la classe dels halurs que pertany al grup de la calomelana.

## Característiques
La moschelita és un halur, un iodur de mercuri, com la coccinita, de fórmula química (Hg₂2+)I₂. Cristal·litza en el sistema tetragonal. Es troba en forma de cristalls tabulars o tabulars curts, de fins a 0,1 mil·límetres, o en crostes. La seva duresa a l'escala de Mohs es troba entre 1 i 2.
Segons la classificació de Nickel-Strunz, la moschelita pertany a «03.AA - Halurs simples, sense H₂O, amb proporció M:X = 1:1, 2:3, 3:5, etc.» juntament amb els següents minerals: marshita, miersita, nantokita, UM1999-11:I:CuS, tocornalita, iodargirita, bromargirita, clorargirita, carobbiïta, griceïta, halita, silvina, vil·liaumita, salmiac, UM1998-03-Cl:Tl, lafossaïta, calomelans, kuzminita, neighborita, clorocalcita, kolarita, radhakrishnaïta, challacolloïta i hephaistosita.

## Formació i jaciments
Va ser descoberta a la mina Backofen, a Landsberg (Renània-Palatinat, Alemanya), l'únic indret on se n'ha trobat. Se'n troba en uns dipòsits de gres que contenen mercuri, i es pensa que el iode pot provenir dels jaciments de carbó subjacents. Sol trobar-se associada a altres minerals com: mercuri, cinabri, metacinabri, calomelans, terlinguaïta, eglestonita, tetraedrita, malaquita, atzurita, guix, aragonita, lepidocrocita, quars i òxids de ferro.